# 玛卡拉拉
玛卡拉拉（Makalala ）是一种传闻出没于坦桑尼亚的神秘巨鸟，并在班图人神话中流传，自19世纪后便无目击报告。

## 历史
在班图人的记载中，玛卡拉拉是一种比鸵鸟更为高大的巨型食肉鸟，同时它的头骨可以用于制作仪式头盔。更详细的记录来自马绍尔（Marschall）伯爵的报告，他记录了两件涉及玛卡拉拉遗骸的报告：一位Fischer博士曾在桑给巴尔发现一根疑似巨鸟肋骨的物体，但记录中未有提及神秘肋骨的去向，另一记录则是当地酋长戴着用玛卡拉拉头骨制作的头盔。

## 理论
德国生物学家马库斯·比勒（MarkusBühler）认为玛卡拉拉与秃鹳相近，英国动物学与神秘动物学家卡尔·舒克博士则认为玛卡拉拉可能是秘书鸟或某种巨型近亲。

## 脚注
1. ↑  在另一份报告中，Fischer博士否认了该说法，指出自己并不认为所拾物体为鸟类肋骨，并表示玛卡拉拉是害羞的动物而非马绍尔伯爵记载的易怒，而除此外的部分则可对应。